# マイク・ベネツィア
マイク・ベネツィア（Michael Joseph Venezia、1945年5月5日 - 1988年10月13日）はアメリカの騎手。
日本中央競馬会の発足以後、外国人騎手として初めて短期間の騎乗許可を得て騎乗した騎手であった。日本では「ミカエル・ベネジア」と表記されていたこともある。

## 来歴
1945年、ニューヨークのブルックリン地区で生まれる。1964年に初騎乗し、ベルモント競馬場をおもな騎乗場所に、25年間で通算2313勝を挙げた。デビュー初年には1日6勝を記録、翌年には192勝を挙げ、ニューヨーク地区の人気騎手として活躍した。その人柄から、騎手仲間や記者からも慕われた。
1974年1月から3月まで、日本中央競馬会より騎乗許可を得て、関東地区で騎乗。25戦2勝という成績を残した。短期騎手免許制度のなかった当時、外国人騎手が日本で騎乗すること自体画期的な出来事であった。
その後もニューヨーク地区で騎乗していたが、1988年10月13日、ベルモント競馬場の第5競走で騎乗馬が故障して落馬した際、後続の馬に頭を蹴られて即死した。この年を最後に騎手引退を考えていた矢先の事故で、ニューヨーク地区の騎手の中心的存在でもあった。主催者側は、この日の第6競走以降と翌日の開催を取り止めた。
レース中の事故で当日中に死亡した騎手は数名いるが、彼の場合は数少ない即死例である。なお、即死ではないものの、ほぼ即死に近い例としては松若勲が居る。
ニューヨーク競馬協会（NYRA）では、故人の業績を記念して1989年よりマイク・ベネツィア記念賞を設け、ニューヨーク地区の騎手や記者、ファンなどの投票により、スポーツマンシップとシティズンシップの模範となる騎手を表彰している。